# Енн Рейнкінг
Енн Рейнкінг (англ. Ann Reinking; 10 листопада 1949 — 12 грудня 2020) — американська танцівниця, хореографка і акторка, найбільш відома роботою в мюзиклах. Володарка премій «Тоні» і Лоренса Олів'є.

## Життя і кар'єра
Народилася в Сіетлі, штат Вашингтон, в сім'ї Френсіс Рейнкінг (до шлюбу Гаррісон) і Волтера Рейнкінга, виросла в передмісті Белвью.
Домоглася найбільшої популярності ролями у мюзиклах «Коко» (1969), «Прямо тут!» (1947), «Гуляка Чарлі» (1975), «Чикаго» (1977) і «Мила Чаріті» (1986). Рейнкінг також відома ролями у фільмах «Весь цей джаз» (1979), «Енні» (1982) і «Міккі і Мод» (1984).
Була в чотирьох шлюбах, тричі розлучена. Народила сина Крістофера від шлюбу з бізнесменом Джеймсом Стюартом. Також мала стосунки з хореографом Бобом Фоссом.
Енн Рейнкінг померла 12 грудня 2020 року в віці 71 року в Сіетлі, штат Вашингтон.